# Eom Ji-eun
Eom Ji-eun (kor. 엄 지은; ur. 18 maja 1987) – południowokoreańska zapaśniczka w stylu wolnym. Olimpijka z Londynu 2012, gdzie zajęła czternaste miejsce w kategorii 55 kg.
Siódma na mistrzostwach świata w 2018. Piąta na igrzyskach azjatyckich w 2018 i ósma w 2010. Brąz na mistrzostwach Azji w 2009 i 2016 roku.
Absolwentka Yong In University w Yongin.